# Challenger de Panamá 2013
El Visit Panama Cup de 2013 es un torneo de tenis  profesional que se juega en canchas de arcilla. Se trata de la segunda edición del torneo que forma parte del ATP Challenger Tour 2013. Se lleva a cabo en la Ciudad de Panamá, Panamá entre el 15 y el 21 de abril de 2013.

## Cabezas de serie

### Individual
| País                 | Jugador                 | Rank1 | Preclasificado |
| -------------------- | ----------------------- | ----- | -------------- |
| Bandera de Italia    | Flavio Cipolla          | 107   | 1              |
| Bandera de Argentina | Federico Delbonis       | 116   | 2              |
| Bandera de España    | Rubén Ramírez Hidalgo   | 117   | 3              |
| Bandera de España    | Daniel Muñoz de la Nava | 129   | 4              |
| Bandera de Canadá    | Jesse Levine            | 97    | 5              |
| Bandera de Argentina | Diego Schwartzman       | 150   | 6              |
| Bandera de Colombia  | Alejandro González      | 167   | 7              |
| Bandera de Chile     | Jorge Aguilar           | 182   | 8              |

- 1 clasificaciones son como de 8 de abril de 2013.

### Otros Participantes
Los siguientes jugadores recibieron invitaciones para participar en el cuadro principal (WC):
- Flavio Cipolla
- Walner Espinoza
- Nicolás Massú
- Jesse Witten

Los siguientes jugadores recibieron ingreso como exención especial en el cuadro principal de individuales:
- Axel Michon

Los siguientes jugadores recibieron la entrada del sorteo de clasificación:
- Iván Endara
- Víctor Estrella
- Gerald Melzer
- Ricardo Rodríguez
- Florian Reynet (perdedor afortunado)

## Jugadores participantes en el cuadro de dobles

### Cabezas de serie
| País                 | Jugador          | País                 | Jugador           | Rank1 | Favorito |
| -------------------- | ---------------- | -------------------- | ----------------- | ----- | -------- |
| Bandera de Austria   | Oliver Marach    | Bandera de Alemania  | Frank Moser       | 126   | 1        |
| Bandera de Argentina | Facundo Bagnis   | Bandera de Argentina | Federico Delbonis | 333   | 2        |
| Bandera de Argentina | Renzo Olivo      | Bandera de Argentina | Marco Trungelliti | 334   | 3        |
| Bandera de Brasil    | Fabiano de Paula | Bandera de Italia    | Claudio Grassi    | 363   | 4        |

- 1 clasificaciones son como de 8 de abril de 2013.

### Otros participantes
Los siguientes jugadores recibieron una invitación (wild card), por lo tanto ingresan directamente al cuadro principal:
- Sam Barnett /  Cătălin-Ionuț Gârd
- Iván Endara /  Walner Espinoza
- Nicolás Massú /  Guillermo Rivera-Aránguiz

## Campeones

### Individual Masculino
- Rubén Ramírez Hidalgo derrotó en la final a  Alejandro González 6-4, 5-7, 7-6(7-4)

### Dobles Masculino
- Jorge Aguilar /  Sergio Galdós derrotaron en la final a  Alejandro González /  Julio César Campozano, 6–4, 6–4

- Datos: Q11091090